# Wereldbeker shorttrack 2016/2017
De wereldbeker shorttrack 2016/2017 (officieel: World Cup Short Track Speed Skating 2016/17) is een door de Internationale Schaatsunie georganiseerde shorttrackcompetitie. De cyclus begon op 4 november 2016 in Calgary (Canada) en eindigde op 12 februari 2017 in Minsk (Wit-Rusland).
Tijdens de eerste twee weekenden werden reeds wereldrecords gebroken door de Zuid-Koreaanse aflossingsvrouwen, door Elise Christie op de 500 meter en door Sjinkie Knegt op de 1500 meter.

## Mannen

### Kalender
| Datum                                               | Plaats         | Onderdeel       | Eerste                  | Tweede             | Derde                  |
| --------------------------------------------------- | -------------- | --------------- | ----------------------- | ------------------ | ---------------------- |
| 05/11/2016                                          | Calgary        | 500m (1)        | Samuel Girard           | Wu Dajing          | Viktor An              |
| 05/11/2016                                          | Calgary        | 1500m           | Sjinkie Knegt           | Vladislav Bykanov  | Semjon Jelistratov     |
| 06/11/2016                                          | Calgary        | 500m (2)        | Sándor Liu Shaolin      | Semjon Jelistratov | Sjinkie Knegt          |
| 06/11/2016                                          | Calgary        | 1000m           | Charle Cournoyer        | Samuel Girard      | Shaoang Liu            |
| 06/11/2016                                          | Calgary        | 5000m aflossing | Hongarije               | Nederland          | Zuid-Korea             |
| 12/11/2016                                          | Salt Lake City | 1000m           | Lim Kyoung-won          | Hwang Dae-heon     | Thibaut Fauconnet      |
| 12/11/2016                                          | Salt Lake City | 1500m (1)       | Samuel Girard           | Sándor Liu Shaolin | John-Henry Krueger     |
| 13/11/2016                                          | Salt Lake City | 500m            | Abzal Azjgalijev        | Han Tianyu         | Charles Hamelin        |
| 13/11/2016                                          | Salt Lake City | 1500m (2)       | Sjinkie Knegt           | Lee Jung-su        | Semjon Jelistratov     |
| 13/11/2016                                          | Salt Lake City | 5000m aflossing | China                   | Nederland          | Kazachstan             |
| 10/12/2016                                          | Shanghai       | 500m (1)        | Wu Dajing               | Sándor Liu Shaolin | Viktor An              |
| 10/12/2016                                          | Shanghai       | 1500m           | Lee Jung-su             | Semjon Jelistratov | Sjinkie Knegt          |
| 11/12/2016                                          | Shanghai       | 500m (2)        | Wu Dajing               | Sándor Liu Shaolin | Sjinkie Knegt          |
| 11/12/2016                                          | Shanghai       | 1000m           | Shaoang Liu             | Lim Kyoung-won     | Han Seung-soo          |
| 11/12/2016                                          | Shanghai       | 5000m aflossing | Canada                  | Nederland          | Zuid-Korea             |
| 17/12/2016                                          | Gangneung      | 1000m (1)       | Nurbergen Zjoemagazijev | Pascal Dion        | Patrick Duffy          |
| 17/12/2016                                          | Gangneung      | 1500m           | Lee Jung-su             | Sjinkie Knegt      | Semjon Jelistratov     |
| 18/12/2016                                          | Gangneung      | 500m            | Wu Dajing               | Denis Nikisja      | Han Seung-soo          |
| 18/12/2016                                          | Gangneung      | 1000m (2)       | Charles Hamelin         | Semjon Jelistratov | Charle Cournoyer       |
| 18/12/2016                                          | Gangneung      | 5000m aflossing | Hongarije               | Canada             | Verenigde Staten       |
| Europese kampioenschappen shorttrack 2017 in Turijn |                |                 |                         |                    |                        |
| 04/02/2017                                          | Dresden        | 1000m           | Thibaut Fauconnet       | Hwang Dae-heon     | J. R. Celski           |
| 04/02/2017                                          | Dresden        | 1500m (1)       | Charles Hamelin         | Hong Kyung-hwan    | Alexander Sjoelginov   |
| 05/02/2017                                          | Dresden        | 500m            | Sándor Liu Shaolin      | Hwang Dae-heon     | Shaoang Liu            |
| 05/02/2017                                          | Dresden        | 1500m (2)       | Sjinkie Knegt           | Csaba Burján       | Vladislav Bykanov      |
| 05/02/2017                                          | Dresden        | 5000m aflossing | Rusland                 | Nederland          | Zuid-Korea             |
| 11/02/2017                                          | Minsk          | 1000m (1)       | Hwang Dae-heon          | Sjinkie Knegt      | Nurbergen Zhumagaziyev |
| 11/02/2017                                          | Minsk          | 1500m           | Lee Hyo-been            | Hong Kyung-hwan    | Lim Yong-jin           |
| 12/02/2017                                          | Minsk          | 500m            | Denis Nikisja           | Abzal Azhgaliyev   | Francois Hamelin       |
| 12/02/2017                                          | Minsk          | 1000m (2)       | Lim Yong-jin            | Thibaut Fauconnet  | Nurbergen Zhumagaziyev |
| 12/02/2017                                          | Minsk          | 5000m aflossing | Nederland               | Rusland            | Kazachstan             |
| Wereldkampioenschappen shorttrack 2017 in Rotterdam |                |                 |                         |                    |                        |

### Eindstanden
| #      | Naam               | Punten |
| ------ | ------------------ | ------ |
| Goud   | Wu Dajing          | 38.001 |
| Zilver | Abzal Azhgaliyev   | 34.433 |
| Brons  | Shaolin Sándor Liu | 33.774 |
| 4.     | Denis Nikisja      | 23.420 |
| 5.     | Samuel Girard      | 20.632 |

| #      | Naam                   | Punten |
| ------ | ---------------------- | ------ |
| Goud   | Shaoang Liu            | 28.669 |
| Zilver | Thibaut Fauconnet      | 27.517 |
| Brons  | Nurbergen Zhumagaziyev | 27.486 |
| 4.     | Hwang Dae-heon         | 26.000 |
| 5.     | Lim Kyoung-won         | 22.619 |

| #      | Naam               | Punten |
| ------ | ------------------ | ------ |
| Goud   | Sjinkie Knegt      | 44.400 |
| Zilver | Lee Jung-su        | 35.217 |
| Brons  | Semjon Jelistratov | 28.059 |
| 4.     | John-Henry Krueger | 24.431 |
| 5.     | Vladislav Bykanov  | 24.311 |

| #      | Land       | Punten |
| ------ | ---------- | ------ |
| Goud   | Nederland  | 34.000 |
| Zilver | Hongarije  | 30.240 |
| Brons  | China      | 30.240 |
| 4.     | Rusland    | 26.192 |
| 5.     | Zuid-Korea | 23.296 |

## Vrouwen

### Kalender
| Datum                                               | Plaats         | Onderdeel       | Eerste             | Tweede                  | Derde               |
| --------------------------------------------------- | -------------- | --------------- | ------------------ | ----------------------- | ------------------- |
| 05/11/2016                                          | Calgary        | 500m (1)        | Fan Kexin          | Marianne St-Gelais      | Kasandra Bradette   |
| 05/11/2016                                          | Calgary        | 1500m           | Shim Suk-hee       | Choi Min-jeong          | Suzanne Schulting   |
| 06/11/2016                                          | Calgary        | 500m (2)        | Elise Christie     | Jamie Macdonald         | Yara van Kerkhof    |
| 06/11/2016                                          | Calgary        | 1000m           | Choi Min-jeong     | Shim Suk-hee            | Suzanne Schulting   |
| 06/11/2016                                          | Calgary        | 3000m aflossing | Zuid-Korea         | Nederland               | Hongarije           |
| 12/11/2016                                          | Salt Lake City | 1000m           | Kim Ji-yoo         | Suzanne Schulting       | Zsófia Kónya        |
| 12/11/2016                                          | Salt Lake City | 1500m (1)       | Choi Min-jeong     | Marianne St-Gelais      | Marie-Ève Drolet    |
| 13/11/2016                                          | Salt Lake City | 500m            | Marianne St-Gelais | Choi Min-jeong          | Fan Kexin           |
| 13/11/2016                                          | Salt Lake City | 1500m (2)       | Shim Suk-hee       | Kim Ji-yoo              | Noh Do-hee          |
| 13/11/2016                                          | Salt Lake City | 3000m aflossing | Zuid-Korea         | Nederland               | Canada              |
| 10/12/2016                                          | Shanghai       | 500m (1)        | Elise Christie     | Choi Min-jeong          | Marianne St-Gelais  |
| 10/12/2016                                          | Shanghai       | 1500m           | Shim Suk-hee       | Kim Ji-yoo              | Suzanne Schulting   |
| 11/12/2016                                          | Shanghai       | 500m (2)        | Elise Christie     | Arianna Fontana         | Natalia Maliszewska |
| 11/12/2016                                          | Shanghai       | 1000m           | Kim Ji-yoo         | Choi Min-jeong          | Valerie Maltais     |
| 11/12/2016                                          | Shanghai       | 3000m aflossing | Zuid-Korea         | Canada                  | Nederland           |
| 17/12/2016                                          | Gangneung      | 1000m (1)       | Elise Christie     | Choi Min-jeong          | Marie-Ève Drolet    |
| 17/12/2016                                          | Gangneung      | 1500m           | Shim Suk-hee       | Marianne St-Gelais      | Kim Boutin          |
| 18/12/2016                                          | Gangneung      | 500m            | Choi Min-jeong     | Fan Kexin               | Natalia Maliszewska |
| 18/12/2016                                          | Gangneung      | 1000m (2)       | Elise Christie     | Guo Yihan               | Shim Suk-hee        |
| 18/12/2016                                          | Gangneung      | 3000m aflossing | Zuid-Korea         | Nederland               | Canada              |
| Europese kampioenschappen shorttrack 2017 in Turijn |                |                 |                    |                         |                     |
| 04/02/2017                                          | Dresden        | 1000m           | Marianne St-Gelais | Suzanne Schulting       | Valérie Maltais     |
| 04/02/2017                                          | Dresden        | 1500m (1)       | Kim Boutin         | Rianne de Vries         | Charlotte Gilmartin |
| 05/02/2017                                          | Dresden        | 500m            | Marianne St-Gelais | Kim Ye-jin              | Jamie MacDonald     |
| 05/02/2017                                          | Dresden        | 1500m (2)       | Suzanne Schulting  | Noh Ah-rum              | Valérie Maltais     |
| 05/02/2017                                          | Dresden        | 3000m aflossing | Nederland          | Italië                  | Canada              |
| 11/02/2017                                          | Minsk          | 1000m (1)       | Liu Yang           | Shione Kaminaga         | Cynthia Mascitto    |
| 11/02/2017                                          | Minsk          | 1500m           | Noh Ah-rum         | Jekaterina Jefremenkova | Lucia Peretti       |
| 12/02/2017                                          | Minsk          | 500m            | Kim Ye Jin         | Arianna Fontana         | Yara van Kerkhof    |
| 12/02/2017                                          | Minsk          | 1000m (2)       | Han Yutong         | Rianne de Vries         | Charlotte Gilmartin |
| 12/02/2017                                          | Minsk          | 3000m aflossing | Rusland            | Italië                  | Zuid-Korea          |
| Wereldkampioenschappen shorttrack 2017 in Rotterdam |                |                 |                    |                         |                     |

### Eindstanden
| #      | Naam               | Punten |
| ------ | ------------------ | ------ |
| Goud   | Marianne St-Gelais | 37.021 |
| Zilver | Elise Christie     | 35.264 |
| Brons  | Fan Kexin          | 33.616 |
| 4.     | Arianna Fontana    | 33.213 |
| 5.     | Choi Min-jeong     | 26.000 |

| #      | Naam              | Punten |
| ------ | ----------------- | ------ |
| Goud   | Suzanne Schulting | 29.198 |
| Zilver | Choi Min-jeong    | 28.000 |
| Brons  | Elise Christie    | 21.678 |
| 4.     | Kim Ji-yoo        | 19.678 |
| 5.     | Valérie Maltais   | 19.566 |

| #      | Naam                    | Punten |
| ------ | ----------------------- | ------ |
| Goud   | Shim Suk-hee            | 40.000 |
| Zilver | Suzanne Schulting       | 25.716 |
| Brons  | Kim Boutin              | 24.747 |
| 4.     | Charlotte Gilmartin     | 22.597 |
| 5.     | Jekaterina Jefremenkova | 21.688 |

| #      | Land       | Punten |
| ------ | ---------- | ------ |
| Goud   | Zuid-Korea | 40.000 |
| Zilver | Nederland  | 34.000 |
| Brons  | Canada     | 27.200 |
| 4.     | Italië     | 24.192 |
| 5.     | China      | 19.456 |